# Shankharapur
Shankharapur (Nepali शंखरापुर) ist eine Stadt (Munizipalität) im Kathmandutal in Nepal und gehört zum Ballungsraum Kathmandu.
Die im Osten des Distrikts Kathmandu gelegene Stadt entstand 2014 durch Zusammenlegung der Village Development Committees (VDCs) Bajrayogini, Indrayani, Lapsiphedi, Naglebhare, Pukhulachhi und Suntol.
Die Stadtverwaltung liegt im Newari-Städtchen Sankhu im Verwaltungsgebäude des ehemaligen VDC Pukhulachhi.
Das Stadtgebiet umfasst 60,2 km².

## Einwohner
Bei der Volkszählung 2011 hatten die VDCs, aus welchen die Stadt Shankharapur entstand, 25.338 Einwohner (davon 12.346 männlich) in  5406 Haushalten.